# 图卡佩尔战役

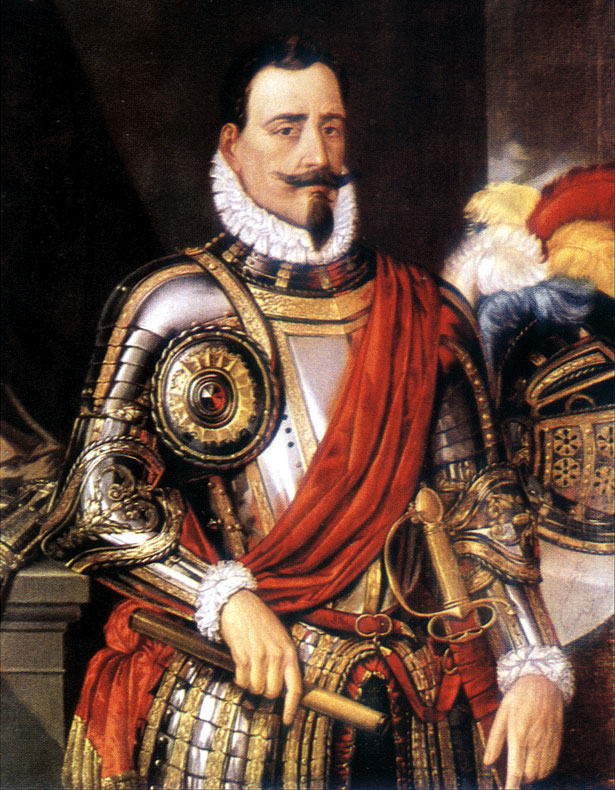
佩德罗·德·巴尔迪维亚

图卡佩尔战役（又被叫作图卡佩尔灾难）是佩德罗·德·巴尔迪维亚率领的西班牙征服者部队与莱夫扎茹率领的马普切人（阿劳卡尼亚印第安人）之间的一场战役。这场战役于1553年12月25日发生在智利图卡佩尔。这场战役处于阿劳卡尼亚战争的第一阶段。这一阶段被叫作“进攻阶段”。在这一阶段中，阿劳卡尼亚人反抗西班牙征服智利的起义规模较大。图卡佩尔战役是西班牙人的一场败战，它导致了巴尔迪维亚被俘并最终被处死。

## 背景
阿劳卡尼亚战争是发生于现在的智利的版图上的一场西班牙征服者和马普切人之间的大规模的战争。佩德罗·德·巴尔迪维亚是在智利的版图上建立了第一批城市的西班牙征服者。1550年左右，他俘虏了一名马普切少年，并且这名少年成为了为他服务的侍从。这名征服者给他行了洗礼，并取名为费利佩·莱夫扎茹。在佩德罗·德·巴尔迪维亚的身边，莱夫扎茹很快学会了马术和西班牙人的军事技术，并且他会在之后的战事中使用这些技术。最后，在他学会了这些知识后，他就立即逃回他的村子并决定将这些技术作为他的优势而使用。与此同时，佩德罗·德·巴尔迪维亚正在执行快速建造城市的政策，所以他在被征服的领地上分散了他的部队。他的部队还建造了许多堡垒，比如图卡佩尔堡垒和普伦堡垒。
在1553年12月，巴尔迪维亚离开了康塞普西翁，前去视察一批被建造来为西班牙人保障智利内地的安全的堡垒。他向南去了基拉科亚，并在那里集结了部队，准备向不安宁的阿劳卡尼亚地区进军。马普切探子从山上观察到了他的小分遣队，但是只是跟随了他们，并没有与之交战。与此同时，马普切人首领莱夫扎茹通过种种诡计，将戈麦斯·德·阿尔马格罗的部队困在了附近的普伦堡垒里。通过他的探子，他了解到了巴尔迪维亚正在向南行进，并意识到他们可能会经过图卡佩尔堡垒。
由于缺少来自图卡佩尔的消息，以及一路上缺少战斗，巴尔迪维亚变得心绪不宁。在12月24日，他决定动身去那座堡垒，希望在那里找到阿尔马格罗及其部队。一路上都很安静，并且偶尔能看见远处有印第安人，因此他越来越感动可疑。他派出了一支五人侦察队，由路易斯·德·博瓦迪利亚指挥，去探索前面的道路，并返回报告关于敌人位置的信息。

## 攻击

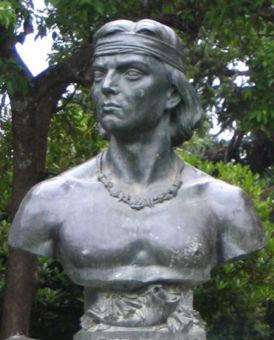
卡涅特广场的莱夫扎茹胸像。

图卡佩尔堡垒位于海岸的山脉的一座山上。在1553年12月，马普切军队在莱夫扎茹副首领的指挥下，使用他从西班牙人那里学到的战术，攻击并摧毁了这座堡垒。佩德罗·德·巴尔迪维亚离开康塞普西翁时，只带了50名士兵。他向普伦堡垒发送了讯息，要求派出增援。不过，这份讯息被莱夫扎茹的人截住了。
巴尔迪维亚没有收到他的领路小队的报告，并花了半日一夜的时间抵达了图卡佩尔。在1553年12月25日，圣诞节那一天，他一大早就动身前往那座堡垒，而到了堡垒附近时，四周却是悄无声息。他发现堡垒已经被彻底摧毁了，而戈麦斯·德·阿尔马格罗和路易斯·德·博瓦迪利亚则毫无踪影。他决定在潮湿的堡垒废墟中扎营，但是这支小队伍刚准备扎营时，他们就听到了附近森林里的吼叫声。在吼叫声中，一大群马普切战士朝这群西班牙人冲了过来。
巴尔迪维亚作为一名资深士兵而迅速地组织和装备了他的防线，并击退了第一波攻击。当马普切部队撤退时，骑兵们就立即追击他们，但是这些印第安人已经为这一举动做了准备，他们用长矛还击，扭转了局势。不过，凭着巨大的英勇和刚毅，西班牙人设法将马普切人的人海赶回了森林，品尝到了短暂的胜利。
不过，战斗还会再来。又一群马普切人发动了第二波攻击。这一次他们装备的是棍棒、流星锤、长矛。凭借这些，他们成功地将这些不幸的西班牙骑士打下了马，而一旦这些西班牙骑士落地了，马普切人们就会迅速地对他们的头进行致命的一击。西班牙人设法再次把他们赶了回去，但是此时他们已经有许多人倒下了。之后第三群马普切人又出现了，这一次莱夫扎茹也随着队伍登场了。
西班牙人损失严重并且非常疲劳，巴尔迪维亚觉察到了情况危急，将可得的人手都聚在一起，亲自投入了激烈的战斗。西班牙人部队已有半数伤亡，而印第安预备兵的人数也不断地被减少。巴尔迪维亚看出了战斗已经输了，便命令撤退，但是莱夫扎茹亲自来到了他们侧翼附近，定下了西班牙人的结局。这些印第安人击倒了其余所有的西班牙人，只有骑着最好的马的巴尔迪维亚和波索牧师还有能力逃走。不过，在穿越沼泽时，这两人陷入了沼泽。马普切人最终还是俘虏了他们。

## 巴尔迪维亚之死
根据赫罗尼莫·德·比瓦尔所说，战争领袖考波利坎亲自命令了处死巴尔迪维亚。巴尔迪维亚最后被一根长矛杀死，他和另外两名最勇敢的西班牙人的头一起被展示。阿隆索·德·贡戈拉·马尔莫莱霍写道，巴尔迪维亚曾表示，为了赎命，他愿意撤空在他们土地上的西班牙人拓居地，并给他们大群的牲畜，但是他被拒绝了，并且马普切人在杀死他和牧师之前，砍掉了他的前臂，并在他面前将这两条前臂烤来吃了。佩德罗·马里尼奥·德·洛韦拉也写道巴尔迪维亚曾提议撤出马普切人的土地，但是洛韦拉说他在这之后就立即被一名叫作皮尔迈肯的复仇心重的战士用大棒子杀了，并且这位战士还说巴尔迪维亚不能被信任在被释放后还会遵守他的诺言。洛韦拉还说当时智利有一个家喻户晓的故事说，巴尔迪维亚被给予了西班牙人们非常渴望的黄金，不过，这些黄金是被熔化了的，并被灌入了巴尔迪维亚的喉咙里，因此巴尔迪维亚就这么死了。根据一个之后的传说，莱夫扎茹带巴尔迪维亚去了马普切人的营地，并在三天的拷打之后挖出了他的还在跳动的心脏并和马普切的首领们一起吃了它。
这场战役之后，考波利坎继续封锁瓦尔迪维亚市和剩下的几个在智利南部的西班牙人拓居地，莱夫扎茹则负责监视智利南部的西班牙权力中心康塞普西翁里的西班牙部队。西班牙人在一段时间之内有些无秩序，因为总督职位的继承在一段时间之内在三个人之间争来争去。